# Referendum v Severním Irsku (1998)

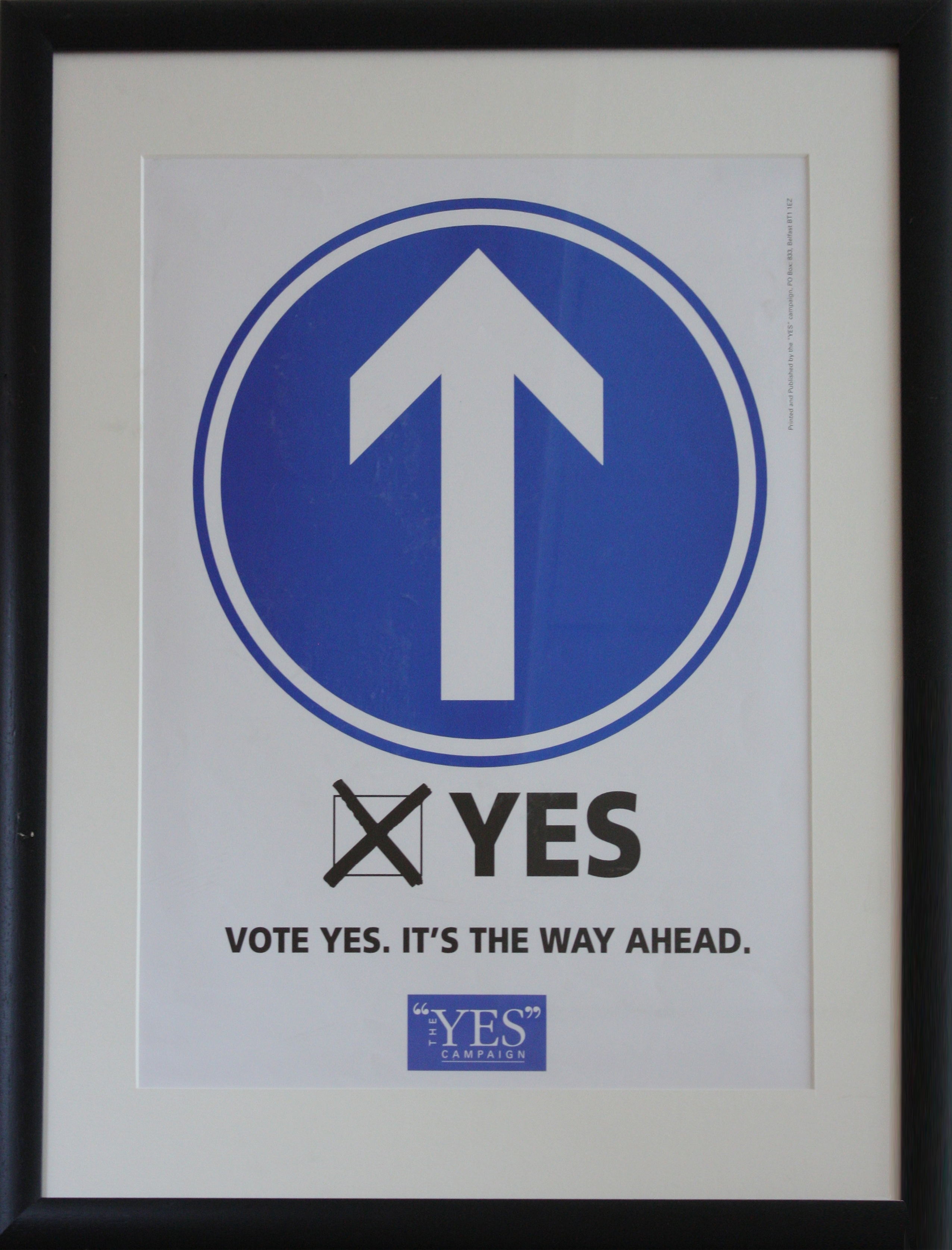
volební plakát podporující souhlas s dohodou

Dne 22. května 1998 proběhlo v Severním Irsku referendum, které mělo významným dílem přispět k mírovému procesu v Irsku. Byla to významná politická událost a první výrazný posun v jednání mezi politickou reprezentací všech stran (Severní Irsko, Spojené království Velké Británie a Republiky Irsko). Občané v referendu rozhodovali, zda souhlasí s Velkopáteční dohodou (taktéž Belfastská dohoda) dohodnutou napříč politickými stranami. Výsledek referenda byl 71,1 % pro  a 29,8 % proti. Volba ANO znamenala přijmutí dohody a NE její odmítnutí.

## Postoj politických stran
Díky dlouhému předcházejícímu jednání o Velkopáteční dohodě, byla většina politických subjektů pro přijetí dohody. Pro přijetí dohody byla naprostá většina hlavních britských politických stran (Labour Party, Conservative Party, and Liberal Democrat Party), s výjimkou části konzervativců v Severním Irsku.

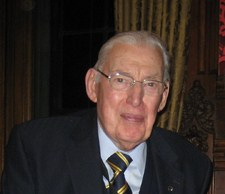
Ian Paisley

Politická uskupení v Severním Irsku byla povětšinou pro přijetí dohody v referendu. Pro přijetí byly: Northern Ireland Peace forum, Ulster Unionist Party, Social Democratic and Labour Party, Sinn Féin, Alliance, Progressive Unionist Party, Ulster Democratic Party, Northern Ireland Women's Coalition. Proti dohodě vystupovali pouze Demokratická unionistická strana (Democratic Unionist Party), vedená Ianem Paisley, a Unionistická strana Spojeného království (United Kingdom Unionist Party) v čele s Bobem McCartneym. Tyto dvě strany odmítaly dohodu z důvodu účasti Sinn Féin, která byla považována za politickou odnož IRA, při vyjednávání dohody.

Znak Oireachtasu, irské legislativy

Politické strany zastoupené v Oireachtas (irském parlamentu) byly jednohlasně pro přijetí dohody. Proto v souběžném referendu o přijetí Velkopáteční dohody v Irské republice hlasovalo pro přijetí dohody 94,4% voličů.

## Výsledek referenda

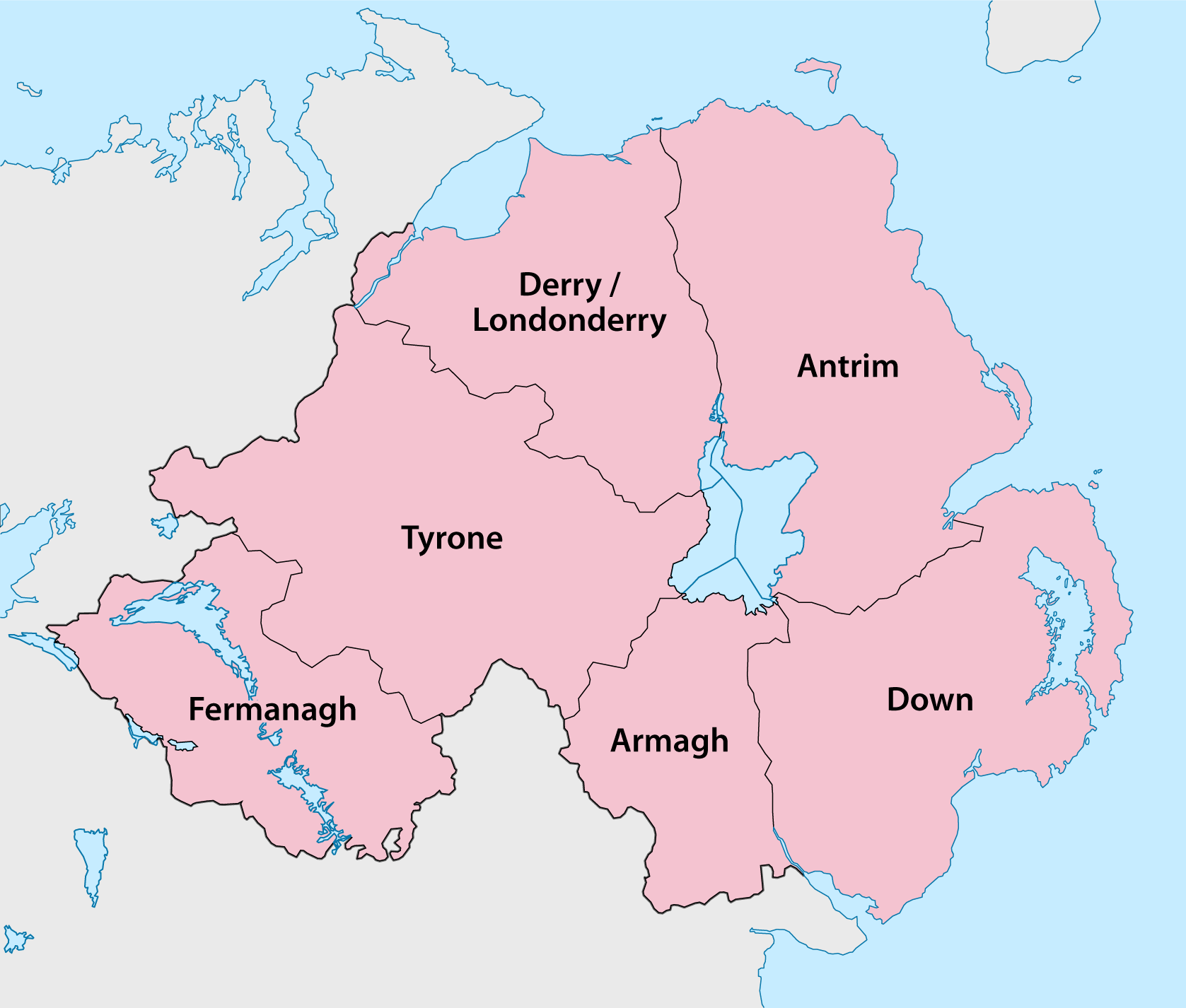
Hrabství Severního Irska

Referendum bylo stanoveno na 22. květen 1998. Otázka, na kterou měli voliči v referendu odpovědět, zněla v originále: “Do you support the Agreement reached at the multi-party talks on Northern Ireland and set out in Command Paper 3883 ?“ neboli „Podporujete Dohodu vzniklou během mezi-stranických debat v Severním Irsku a vydanou jako Command Paper 3883?“  O referendum byl veliký zájem, nejvyšší od roku 1921, účast dosáhla 81,1 % právoplatných voličů. Z nich   71,1 % (676 966 hlasů) bylo pro ANO a 28,9 % pro NE. Vzhledem k tomu, že referendum současně probíhalo i v Irské republice, kde byl výsledek 94,39 % pro ANO, bylo referendum dostatečným důkazem, že Severní Irsko přistupuje na Velkopáteční dohodu a v návaznosti na referendum se konaly volby do Stormontu. (Severoirský parlament)
| volební obvod            | celkem voličů | celkově hlasů | % pro ANO |
| Belfast East             | 60422         | 48890         | 80,91     |
| Belfast North            | 62413         | 48769         | 78,14     |
| Belfast South            | 60979         | 48729         | 79,91     |
| Belfast West             | 60545         | 46003         | 75,98     |
| East Antrim              | 59227         | 47016         | 79,38     |
| East Londonderry         | 59171         | 47162         | 79,7      |
| Fermanagh & South Tyrone | 65232         | 55570         | 85,19     |
| Foyle                    | 68715         | 54414         | 79,19     |
| Lagan Valley             | 71467         | 58320         | 79,19     |
| Mid Ulster               | 59854         | 51886         | 81,6      |
| North Antrim             | 73103         | 58537         | 86,69     |
| North Down               | 62767         | 50040         | 80,07     |
| Newry & Armagh           | 71370         | 58683         | 79,72     |
| South Antrim             | 69333         | 55438         | 82,22     |
| South Down               | 70802         | 59290         | 79,95     |
| Strangford               | 70724         | 56801         | 83,74     |
| Upper Bann               | 70685         | 58985         | 80,31     |
| West Tyrone              | 58932         | 49050         | 83,45     |
| Celkově                  | 1175741       | 953583        | 83,23     |

Zdroj: http://www.ark.ac.uk/elections/xls/ref.rar
Referendum mělo výrazně větší podporu od katolíků (96 % pro ano) než od protestantů (57 % pro ano), lidé bez vyznání zhruba kopírovali výsledek referenda (79 % pro ano). Důvodem je, že souhlas s referendem znamenal větší samostatnost Severního Irska na Velké Británii, ve které je většinové náboženství protestantské, kdežto v severním Irsku je náboženské složení  53 % protestanti a 44 % populace se hlásí ke katolíkům.

## Důvody kladného výsledku referenda[8]

### Správná koncepce dohody
- potřeba všeobecného uznání skutečnosti, že konstituční status Severního Irska může být změněn pouze se souhlasem většiny jeho obyvatel;
- uznání „irské dimenze“ severoirského problému;
- uznání, že by severoirská exekutiva, vybíraná ze členů Shromáždění, měla být tvořena co nejširší dobrovolnou koalicí stran, založenou na síle stran;
- institucionalizace „irské dimenze“ ustavením Irské rady;
- konsenzuální princip volby předsedy a místopředsedy Shromáždění;

### Další aspekty
- referendum bylo uspořádáno ve stavu příměří polovojenských organizací obou komunit;
- jednaly všechny relevantní politické strany, z nichž některé byly ještě donedávna považovány za protiústavní;
- existovala přímá podpora dohody i referenda nejen ze strany britské a irské vlády, ale rovněž vlády Spojených států;
- zajistila si širokou podporu mezi obyvateli celého irského ostrova, jež byla vyjádřena v referendu;

## Události po referendu
Referendum sice přispělo k mírovému procesu v Severním Irsku, ale naplnění Velkopáteční dohody probíhalo velmi pomalu a s obtížemi. Dne 25. června 1998 se konaly volby do severoirského parlamentu, ve kterých zvítězily  unionistické strany, ale čtvrtou nejsilnější stranou, s rozdílem pouze 4,33 % od vítězné strany, se stala Sinn Féin a nastal problém, jelikož v dohodě byla podmínka odzbrojení polovojenských složek. IRA ale měla vliv na Sinn Féin, a proto bylo odzbrojení stále odsouváno a kvůli tomu byl i zpomalen proces předávání pravomocí z britského parlamentu na severoirský parlament. Tento konflikt dospěl až do stavu, kdy v roce 2000 musela být činnost severoirského parlamentu dočasně pozastavena, aby se strany dohodly na řešení situace.